# 自己同一性
自己同一性（じこどういつせい、アイデンティティ、英語: identity）とは、心理学（発達心理学）や社会学において、「自分は何者なのか」という概念をさす。アイデンティティもしくは同一性とだけ言われる事もある。当初は「自我同一性」（じがどういつせい、英: ego Identity）と言われていたが、後に「自己同一性」とも言われるようになった。エリク・エリクソンによる言葉で、青年期の発達課題である。

## 心理学において
青年期において、自分は誰なのかを知ることを自我同一性を確立すると言う。
心理学辞典（1999）による定義は、
「『自分は何者か』『自分の目指す道は何か』『自分の人生の目的は何か』『自分の存在意義は何か』など、自己を社会のなかに位置づける問いかけに対して、肯定的かつ確信的に回答できること」
である。
エリクソンによる正確な定義は様々に存在しているが、アイデンティティ獲得の正反対の状態として、役割拡散や排除性が挙げられている。アイデンティティが正常に発達した場合に獲得される人間の根本的な性質としてエリクソンは「忠誠性」を挙げている。この忠誠性は様々な社会的価値やイデオロギーに自分の能力を捧げたりする事の出来る性質である。これが正常に獲得されないと、自分のやるべき事が分からないまま日々を過ごしたり、逆に熱狂的なイデオロギーに傾いてしまうと考えられている。
自我同一性を獲得するために社会的な義務や責任を猶予されている準備期間を心理社会的モラトリアムと言うが、これはアイデンティティが確立するまでの猶予と言う意味を表しているに過ぎず、エリクソン自身は青年が様々に葛藤したりする戦いの時期として捉えていた。この時期に青年はそれまでに獲得してきた様々な自己の部分を整理しなおす。その結果、青年には適切に選ばれた忠誠を誓えるような対象と自己の活動が残り、また否定的な部分は捨てられてアイデンティティとして確立する。

## エリクソン自身の問題
この概念は、エリクソン自身が、その生涯を通して自らのアイデンティティーに悩んだことから、生み出されたとされている。ローレンス・J・フリードマン著『エリクソンの人生』によると、エリクソンはユダヤ系の母親の初婚の相手との間の子で金髪碧眼であり、再婚相手のドイツ人医師の風貌とは似ても似つかない容姿であった。そのためにインポテンツに悩んだという。自分は誰で、どこにその存在の根を持っているのかという疑問が、彼の自らの心の探求の原点になった。

### 同一性拡散の問題
自我同一性がうまく達成されないと、「自分が何者なのか、何をしたいのかわからない」という同一性拡散の危機に陥る。同一性拡散の表れとして、エリクソンは、対人的かかわりの失調（対人不安）、否定的同一性の選択（非行）、選択の回避と麻痺（アパシー）などをあげている。またこの時期は精神病や神経症が発症する頃として知られており、同一性拡散の結果として、これらの病理が表面に出てくる事もある。
自我同一性は青年期だけの問題ではなく、中年期や老年期において何度も繰り返して再構築されるものなので、上手く行けばアイデンティティは構築されたまま人は過ごす事が出来るが、上手く行かない人は人生において何度もこの同一性拡散を経験して、二次的に精神病理にまで落ち込んだり、人生の停滞を経験する事となる。

## 社会心理学において
一般的なレベルでは、自己心理学は、個人的自己がどのように社会環境に関係していくかという課題を探求する。これらの理論が"心理的"社会心理学の伝統に置かれている限り、精神的事象や状態に関してグループ内の個人の行動を説明することに焦点を当てられる。しかし、いくつかの"心理学的"社会心理学の理論においては、個々の認知レベルと集団行動の両方のレベルでアイデンティティの問題に対処しようと試みている。

### アイデンティティ形成戦略
社会心理学におけるイシューのひとつにアイデンティティ形成戦略（identity formation strategies）があり、これは人がどうやって社会に適応していくかということである。(Cote & Levine 2002, pp. 3–5)らは、個人が振る舞いの作法をどうやって取得するかについての分類を作成した。
|                    | 心理的症状                                                                  | パーソナリティ症状                                                                     | 社会的症状                                                                         |
| ------------------ | --------------------------------------------------------------------------- | -------------------------------------------------------------------------------------- | ---------------------------------------------------------------------------------- |
| Refuser 拒否する者 | 成人としての役割スキーマの取入れを阻害する認知を形成する                    | 子供っぽい行動に固守する                                                               | 他人への広範囲な依存性を示し、成人コミュニティとのかかわりに有意義さを感じない     |
| Drifter 放浪者     | Refuserよりもさらに多くの心理社会的資源を投じる（例えば理性やカリスマ）など | 心理社会的資源の適用に無関心である                                                     | 成人コミュニティとのかかわりに有意義さを感じず、コミットメントを行わない           |
| Searcher 探索者    | 高度な個人的・社会的期待があるため、不満感を抱いている                      | コミュニティ内の不完全さを軽視する                                                     | ロールプレイによっていくらかの社会的相互作用を取るが、最終的にこの関係は破棄される |
| Guardian 守護者    | 明確な個人的価値観や態度を持つが、一方で変化を深く恐れている                | 個人的なアイデンティティの感覚は、社会的アイデンティティ感覚により大部分が摩耗している | 極めて厳格な社会的アイデンティティ感覚と、成人コミュニティへの強い識別をもつ       |
| Resolver 解決者    | 意識的に自己成長を望む                                                      | 個人的スキル・能力を受け入れており、それを積極的に活用している                         | 自己成長の機会を提供するコミュニティに敏感である                                   |